# Тройнозубые акулы
Тройнозубые акулы (лат. Triakis) — один из родов семейства куньих акул (Triakidae). Название рода происходит от слов лат. tri — «3» и лат. acis — «острый», «заострённый». Род Triakis содержит два подрода — Triakis и Cazon.

## Описание
У этих акул, как правило, короткая, широкая и закруглённая морда, расстояние от кончика морды до рта в 0,7—0,9 раз меньше ширины рта. Овальные глаза вытянуты по горизонтали. Под глазами есть выступы. Ноздри обрамлены треугольными кожными складками, расширяющимися назад и вбок. Между отверстиями ноздрей и ртом имеются широкие, но неглубокие бороздки. По углам рта расположены длинные губные борозды. Зубы плоские с тупым остриём, латеральные зазубрины отсутствуют. Первый спинной плавник довольно крупный, его основание лежит между основаниями грудных и брюшных плавников. Второй спинной плавник по величине приблизительно равен первому. Вторая половина его основания расположена над основанием анального плавника. Анальный плавник существенно меньше обоих спинных плавников. Нижняя лопасть хвостового плавника у молодых акул хорошо развита, у взрослых короткая. У верхнего кончика хвостового плавника имеется вентральная выемка. Хвостовой плавник вытянут почти горизонтально.

## Ареал
Западная часть Индийского океана, побережье Южной Африки (Квазулу-Наталь и Восточно-Капская провинция).

## Биология
Эти акулы обычно держатся близко к берегу. Они обитают в теплых умеренных или субтропических водах. Размножаются живорождением. В помёте от 2 до 4 новорожденных (обычно 2 или 3). Беременность длится 9—10 месяцев. Рацион в основном состоит из ракообразных, а также кальмаров. Максимальный зафиксированный размер 102 см. Самцы и самки достигают половой зрелости при длине 70—89 см и 80—102 см. Размер новорожденных около 34 см.

## Взаимодействие с человеком
Не представляют опасности для человека. Коммерческой ценности не имеют.

## Виды

### ПодродCazon
- Triakis acutipinna Kato, 1968 — эквадорская тройнозубая акула
- Triakis maculata Kner & Steindachner, 1867 — перуанская тройнозубая акула, или пятнистая тройнозубая акула
- Triakis megalopterus A. Smith, 1839 — капская тройнозубая акула

### ПодродTriakis
- Triakis scyllium J. P. Müller & Henle, 1839 — полосатая тройнозубая акула, или острозубая кунья акула
- Triakis semifasciata Girard, 1855 — калифорнийская тройнозубая акула, или пятнистая острозубая акула